# Miconia mayeta
 (septembre 2024).
La mise en forme du texte ne suit pas les recommandations de Wikipédia : il faut le « wikifier ».
Les points d'amélioration suivants sont les cas les plus fréquents :
- Les titres sont pré-formatés par le logiciel. Ils ne sont ni en capitales, ni en gras.
- Le texte ne doit pas être écrit en capitales (les noms de famille non plus), ni en gras, ni en italique, ni en « petit »…
- Le gras n'est utilisé que pour surligner le titre de l'article dans l'introduction, une seule fois.
- L'italique est rarement utilisé : mots en langue étrangère, titres d'œuvres, noms de bateaux, etc.
- Les citations ne sont pas en italique mais en corps de texte normal. Elles sont entourées par des guillemets français : « et ».
- Les listes à puces sont à éviter, des paragraphes rédigés étant largement préférés. Les tableaux sont à réserver à la présentation de données structurées (résultats, etc.).
- Les appels de note de bas de page (petits chiffres en exposant, introduits par l'outil «  Source ») sont à placer entre la fin de phrase et le point final[comme ça].
- Les liens internes (vers d'autres articles de Wikipédia) sont à choisir avec parcimonie. Créez des liens vers des articles approfondissant le sujet. Les termes génériques sans rapport avec le sujet sont à éviter, ainsi que les répétitions de liens vers un même terme.
- Les liens externes sont à placer uniquement dans une section « Liens externes », à la fin de l'article. Ces liens sont à choisir avec parcimonie suivant les règles définies. Si un lien sert de source à l'article, son insertion dans le texte est à faire par les notes de bas de page.
- La présentation des références doit suivre les conventions bibliographiques. Il est recommandé d'utiliser les modèles {{Ouvrage}}, {{Chapitre}}, {{Article}}, {{Lien web}} et/ou {{Bibliographie}}. Le mode d'édition visuel peut mettre en forme automatiquement les références.
- Insérer une infobox (cadre d'informations à droite) n'est pas obligatoire pour parachever la mise en page.

Pour une aide détaillée, merci de consulter Aide:Wikification.
Si vous pensez que ces points ont été résolus, vous pouvez retirer ce bandeau et améliorer la mise en forme d'un autre article.
Espèce
Synonymes
Selon Tropicos (26 septembre 2024)
- Maieta guianensis Aubl.
- Maieta guianensis var. peruviana (Cogn.) Ule
- Maieta hispida Rusby
- Myrmidone peruviana Cogn.
- Tococa mayeta D. Don - Basionyme

Selon GBIF (26 septembre 2024)
- Maieta dispar Miq.
- Maieta guianensis Aubl.
- Maieta guianensis var. guianensis
- Maieta guianensis var. leticiana Whiffin
- Maieta guianensis var. peruviana (Cogn.) Ule
- Maieta hispida Rusby
- Maieta hypophysca DC.
- Melastoma maieta Desr.
- Melastoma majeta Schrank & Mart.
- Melastoma majeta Schrank & Mart. ex DC.
- Myrmidone peruviana Cogn.
- Tococa maieta (Willd.) D.Don

Miconia mayeta est une espèce de plantes à fleurs de la famille des Melastomataceae.
Il est connu en Guyane sous le nom de Ientintin (Nenge tongo).

## Description
Miconia mayeta est un arbuste haut de (0,5–)1–2 m.
Le pétiole est libre, long de 0,2-0,5 cm.
Le limbe est de forme elliptique à obovate-elliptique, à apex brièvement et sub-abruptement acuminé, à base largement aiguë à arrondie, chartacée et ondulée-denticulée, (comme les ramifications) peu ou modérément glanduleuse-sétose et sur les veines primaires en dessous éparsement stellulées-furfuracées.
Les feuilles sont anisophylles avec le grand limbe mesurant 12-22 x 5-10 cm et brièvement 5-plinées, avec une domacie à fourmis basale immergée longue de 1-3 cm.
Le petit limbe mesure 2-9 x 0,6-3,5 cm, 3(-5)-nervures, sans domacie.
Les fleurs sont solitaires ou appariées dans les axes foliaires supérieurs sur des pédicelles courts, sous-tendus par 2-3 paires de bractées persistantes ovales longues de 4-7 mm, la paire externe de bractées légèrement unies à la base et les internes libres.
L'hypanthium est long de 4,9-5 mm, térébrant et modérément glandulaire-sétulose ainsi que stellulé-furfuracé de façon décidue.
Le calice est long de 2 mm et presque fermé en bouton, les lobes intérieurs ovales se divisant à 0,9-1 mm de la base à l'anthèse, les dents externes dépassant de 0,7-2 mm.
Les pétales blancs à roses, mesurant 5-8 x 4-6 mm, sont minutieusement pruineux-granuleux et extérieurement souvent avec une setula subapicale à pointe glandulaire.
Les anthères sont longues 4-4,9 mm, les lobes basaux de 0,5-0,7 mm de long.
Le stigmate mesure 1,2-1,9 mm de diamètre.
L'apex de l'ovaire est obscurément glanduleux.
Les fruits sont sessiles, rouges ou rouge-orange.

En 1953, Lemée propose la description suivante de Miconia mayeta :

« M. guianensis Aubl. Petit arbrisseau ; feuilles de 0,10-0,20 (les petites oblongues et en général de 0,03-0,07) sur 0,04-0,09, à pétiole poilu-hérissé pu un peu tomenteux en dessus, obovales-oblongues longuement acuminées, à base arrondie sous la vésicule, entières denticulées ciliées 5-nervées ; fleurs sessiles par 1-3, calice à tube de 6 mm. environ, sépales de 1 mm. et demi au plus, largement ovales obtus, pétales de 6 mm. environ, blancs. - Maroni (Camp Godebert). »

— Albert Lemée, 1953.

## Répartition
Miconia mayeta est largement répandu de la Colombie au Brésil en passant par le Venezuela, le Guyana, le Suriname, la Guyane, l'Équateur, le Pérou, et la Bolivie.

## Écologie
Miconia mayeta pousse dans les forêts sempervirentes de plaine à basse montagne, à 100-1 100 m d'altitude au Venezuela,.
Ses interactions myrmécophiles avec les fourmis ont été très étudiées,,,,,,,,,,.

## Protologue

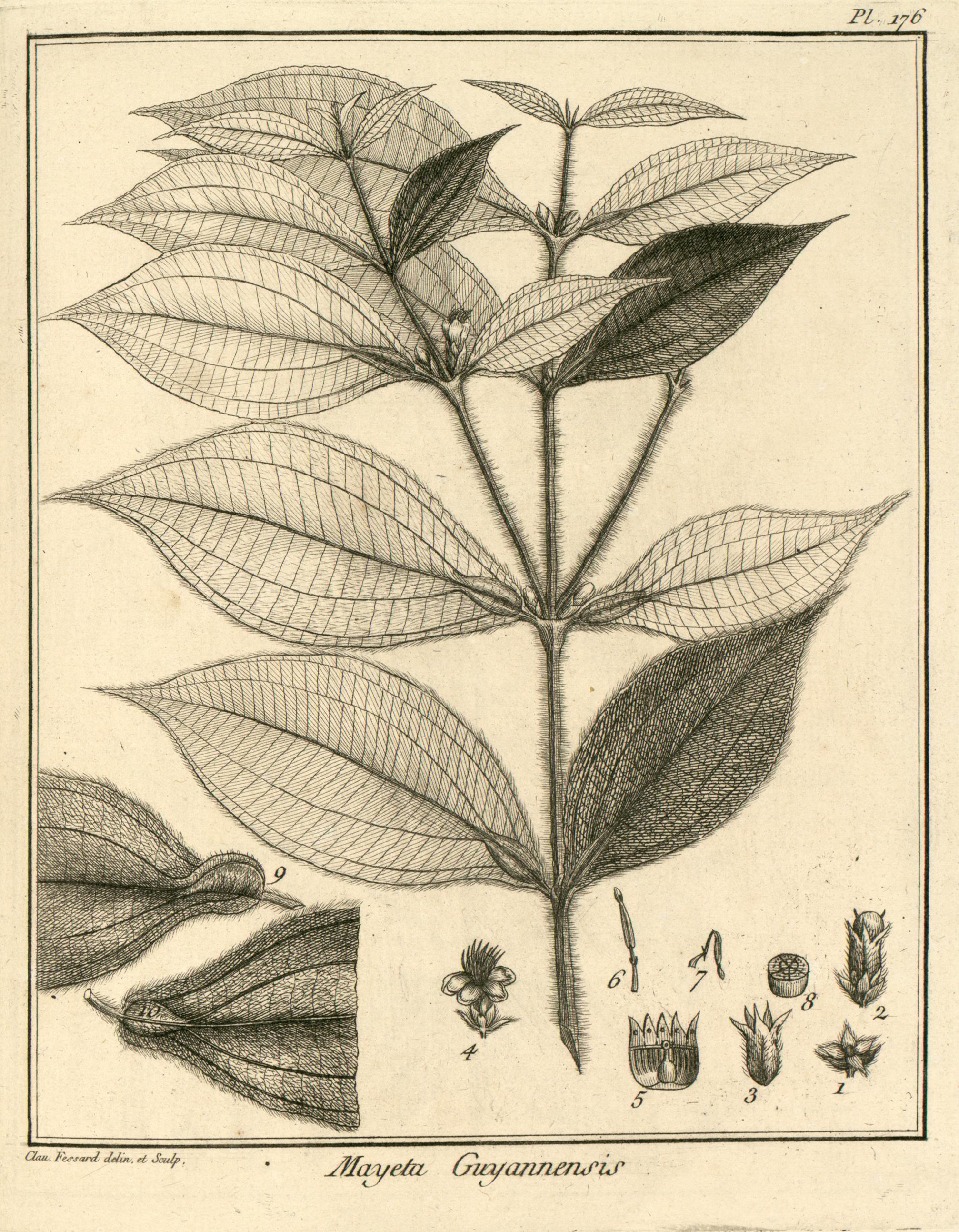
Miconia mayeta par Aublet (1775) 1. Écailles qui ſoutiennent le calice. - 2. Bouton de fleur. - 3. Calice. - 4. Fleur épanouie. - 5. Calice ouvert. Piſtil. - 6. Étamine droite. - 7. Étamine renfermée dans le calice. - 8. Baie coupée en travers. - 9. Portion de feuille vue en deſſus. - 10. Portion de feuille vue en deſſous.

En 1775, le botaniste Aublet a décrit Miconia mayeta et en a proposé le protologue suivant : 

« MAIETA Guianenſis. (Tabula 176.)
Fruticulus, caules plures, tecragonos, nodoſos, ramoſos, villoſos, tripedales, e radice emittens. Folia oppoſita, uno majore, altero minore, ovata, acuta, ſerrulata, piloſa, rufeſcentia, quinque-nervia, bail tumida in modum veſicæ bilocularis, brevi petiolata. 
Flores ſolitarii, axiilares, ſeſſiles.
Florebat, fructumque terebat Novembri.
Habitat in ſylvis Sinémarienſibus ad ripas rivulorum.

LA MAIET de la Guiane. (PLANCHE 176.)
Cet arbrisseau a des tiges ligneuſes, à quatre angles obtus, qui n'ont que deux ou trois pieds de hauteur ; elles ſont menues, branchues, garnies de poils rouſſâtres. 
Ses feuilles ſont deux à deux, oppoſées, & diſpoſées en croix; elles ſont ovales, crénelées a leurs bords, terminées par une longue pointe grêle, leur ſurface en deſſus & en deſſous eſt couverte de poils rouſſâtres, clairſemés : à chaque paire de feuilles oppoſées, il y a toujours une feuille beaucoup plus grande que l'autre ; la plus grande à cinq à ſix pouces de longueur, ſur deux pouces de largeur. Les feuilles ont en deſſous cinq nervures longitudinales, peu ſaillantes, & un grand nombre de tranſverſales. Elles ſont attachées par un court pédicule qui, conjointement avec la partie inférieure de la feuille, ſe renflé en forme de veſſie partagée en deux cavités par une cloiſon mitoyenne. Le corps de cette veſſie eſt beaucoup plus relevé en deſſus qu'en deſſous. Le plus ſouvent les petites feuilles n'ont point cette veſſie. 
Les fleurs naiſſent ſolitaires & ſeſſiles dans l'aiſſelle des feuilles. Leur calice eſt enveloppé à ſa baſe par quatre à cinq écailles. Il eſt à cinq angles allongés en forme de coupe, diviſé a ſon limbe en cinq longues parties aiguës. Il eſt rouge d'écarlate, garni de poils extérieurement.
Les pétales ſont au nombre de cinq, blancs, arrondis, concaves, attaches par un onglet a la paroi ſupérieure & interne du calice entre ſes diviſions. 
Les étamines ſont au nombre de dix, rangées ſur une couronne ſaillante au deſſous de l'inſertion des pétales. Leurs filets ſont applatis, charnus, courts, larges par le bas, grêles par le haut. à ſa partie inférieure, l'anthère eſt fourchue & articulée avec le filet. La partie ſupérieure, qui eſt allongée, eſt terminée par un feuillet en manière & bée ; elle eſt à deux bourſes qui s'ouvrent chacune en deux valves. Dans la fleur fermée, la partie ſupérieure de l'anthère eſt couchée ſur ſa partie inférieure; & lorſque la fleur eſt épanouie, elle s'allonge & ſe redreſſe. 
Le piſtil eſt un ovaire oblong, à cinq angles, ſurmonté d'un style court, termine par un stigmate arrondi. 
L'ovaire, conjointement avec le calice, devient une baie oblongue, couronnée des divisions du calice. Elle eſt ſucculente, bonne a manger, d'un beau rouge, & à cinq loges remplies de semences fort menues.
J'ai trouvé ce petit arbriſſeau au bord d'un ruiſſeau, dans l'intérieur des terres à cinquante lieues du bord de la mer, à la diſtance d'environ dix lieues de la rivière de Sinémari.
Il étoit en fleur & en fruit au mois de Novembre. »

— Fusée-Aublet, 1775.